# Estudio Coral de Buenos Aires
El Estudio Coral de Buenos Aires es una agrupación coral de cámara argentina, fundada en 1981 por Carlos López Puccio.

## Historia

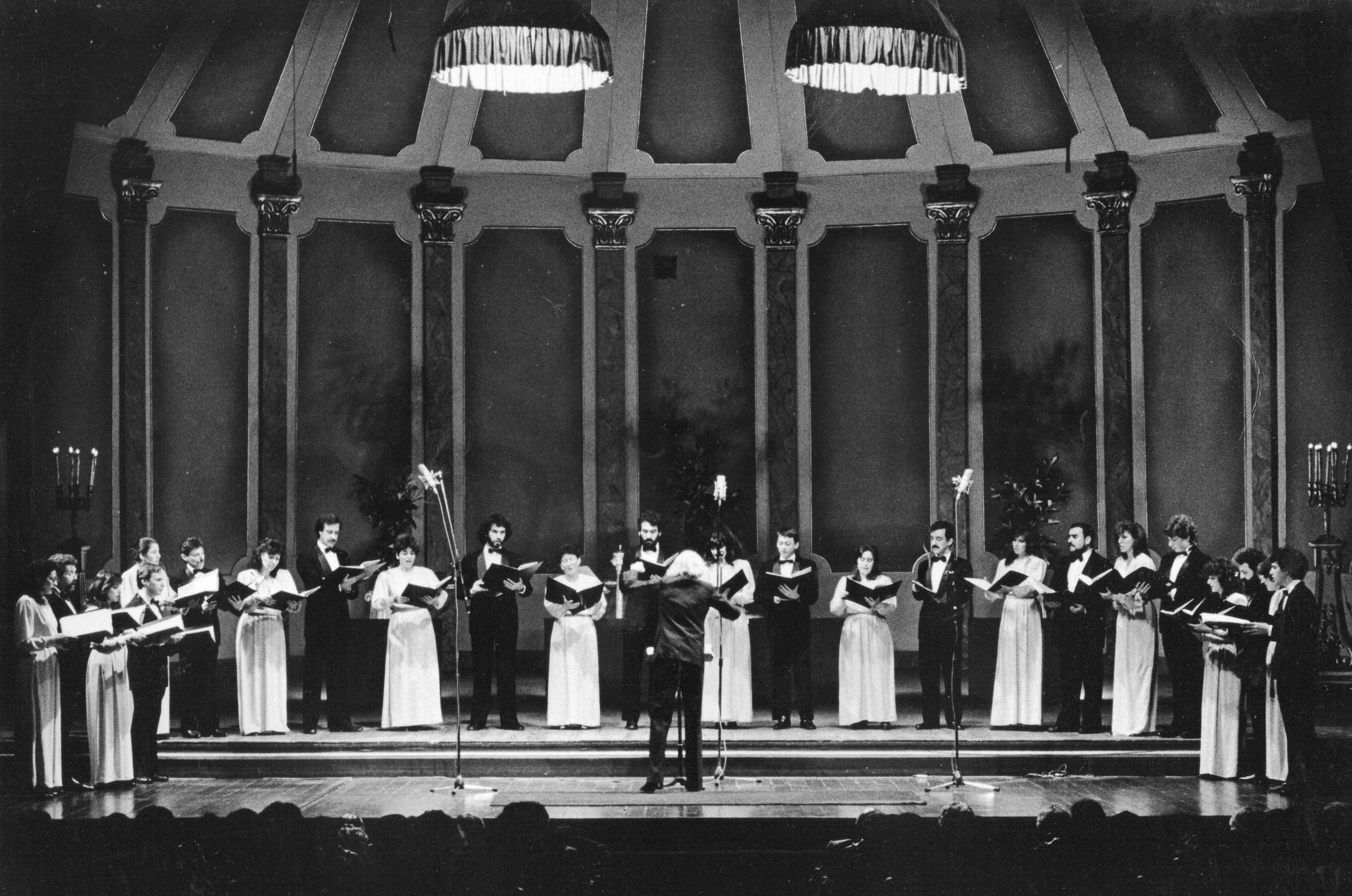
ECBA. Teatro Colón, 1987.

Su antecesor directo es el Grupo Vocal Nueve de Cámara (1969-1979), conjunto también creado y dirigido por Carlos López Puccio.
El Estudio Coral de Buenos Aires está integrado por treinta cantantes profesionales, directores de coros y docentes de música. La crítica argentina especializada lo ha señalado repetidamente como uno de los mejores conjuntos vocales del país, y se ha constituido en uno de los pocos grupos de cámara de excelencia surgidos en el ámbito privado. Se destaca especialmente en la interpretación del repertorio coral contemporáneo.
Ofreció su primer concierto el 13 de septiembre de 1981 y continúa en actividad, siempre bajo la dirección de López Puccio.
A lo largo de su extensa trayectoria ha ofrecido en primera audición para el público argentino muchas de las obras corales más significativas del siglo xx, de autores entre los que se incluyen Ligeti, Poulenc, Schönberg, Petrassi, Messiaen, Bernstein, Copland, Penderecki, Chihara, Druckman, Barber, Reger, Pärt, Rautavaara, Gorecki, Dusapin, Scelsi y Kurtág, entre otros.
En calidad de estreno en la Argentina presentó obras tales como Cinq Rechants (Messiaen), Figure Humaine (Poulenc), Drei Phantasien nach Friedrich Hölderlin (Ligeti), Magyar etűdök (Ligeti), Omaggio a Luigi Nono (Kurtág), Hymne (Strauss), Four2 (Cage), Musicians wrestle everywhere (Carter) y Gloria (Scelsi).
En octubre de 2005 el Estudio Coral de Buenos Aires participó del Ciclo de Conciertos de Música Contemporánea que organiza el Teatro San Martín, en el estreno argentino de la obra Medeamaterial, de Pascal Dusapin, con dirección de Alejo Pérez.

## Grabaciones
El Estudio Coral de Buenos Aires ha publicado diez grabaciones. Las más recientes son cuatro CD correspondientes a la edición antológica de grabaciones en vivo realizadas por el grupo desde su creación y Catedral, CD y DVD filmado en concierto conjunto con la Camerata Bariloche a fines de 2009.
- 1983: Zoltán Kodály (LP)
- 1986: Tomás Luis de Victoria (casete)
- 1991: Johannes Brahms (casete)
- 1995: Compositores estadounidenses del siglo XX (CD)
- 1999: Repertorio 1999 (CD publicado por Revista Clásica)
- 2006: Volúmenes 1 a 4 de la Colección antológica de grabaciones en concierto:
  - N.º 1: Rautavaara / Pärt.
  - N.º 2: Poulenc / Penderecki / Górecki / Bernstein / Hindemith.
  - N.º 3: Pizzetti / Taverner / Holst / Victoria.
  - N.º 4: Messiaen / Elgar / Barber / Delius / Lauridsen.
- 2010: Catedral (CD+DVD), junto con la Camerata Bariloche.

Además, el Estudio ha acompañado a otros artistas en registros de difusión masiva, tales como:
- Cardoso en Gulevandia, de Les Luthiers (1991)[9]

- Misa Criolla, de Ariel Ramírez, junto a Mercedes Sosa (Premio Grammy Latino, 2000)[10]
- Día del Milenio (Premio Carlos Gardel Música Clásica, 2001) junto a Lito Vitale, que fue transmitido mundialmente por televisión el 1 de enero del año 2000.[11]

## Giras
En 1996, el Estudio Coral de Buenos Aires realizó su primera gira por Europa, durante la que presentó repertorio contemporáneo en salas de Alemania, España, Francia y Bélgica.
En mayo de 2008, participó del Festival Música Sacra Internacional, que se lleva a cabo bienalmente en la ciudad de Marktoberdorf (Baviera, Alemania), como único coro invitado en representación del continente americano.

## Premios
- 1983: Primer Premio en el Certamen Coca Cola en las Artes y las Ciencias.
- 1997: Distinguido por la Asociación de Críticos Musicales de la Argentina como mejor coro de cámara de la temporada.
- 1999: Premio Konex de Platino en la categoría Mejor Conjunto de Cámara de más de 6 integrantes de la década 1990-1999.[12]
- 2007: Distinguido por la Asociación de Críticos Musicales de la Argentina como mejor coro de cámara de la temporada.
- 2007: Premio Cóndor de Plata otorgado por el Rotary Club de Buenos Aires.
- 2008: Distinguido por la Asociación de Críticos Musicales de la Argentina como mejor coro de cámara de la temporada.[13]
- 2009: Premio Konex de Platino en la categoría Mejor Coro de la década 2000-2009.[12]